# Шарлотенбург (Тимиш)
Шарлотенбург (рум. Charlottenburg) насеље је у Румунији у округу Тимиш у општини Богда. Oпштина се налази на надморској висини од 151 m.

## Историја
Аустријски царски ревизор Ерлер је 1774. године констатовао да место припада Сентмиклошком округу, Липовског дистрикта. Становништво је било немачко.

## Становништво
Према подацима из 2002. године у насељу је живело 111 становника.

### Попис2002.
| Расподела становништва по националности 2002.‍ | Расподела становништва по националности 2002.‍ | Расподела становништва по националности 2002.‍ | Расподела становништва по националности 2002.‍ | Расподела становништва по националности 2002.‍ |
| --------------------------------------------- | --------------------------------------------- | --------------------------------------------- | --------------------------------------------- | --------------------------------------------- |
|                                               |                                               |                                               |                                               |                                               |
| Румуни                                        | Румуни                                        |                                               | 93                                            | 85,3%                                         |
| Украјинци                                     | Украјинци                                     |                                               | 10                                            | 9,2%                                          |
| Немци                                         | Немци                                         |                                               | 6                                             | 5,5%                                          |